# Flinders Council

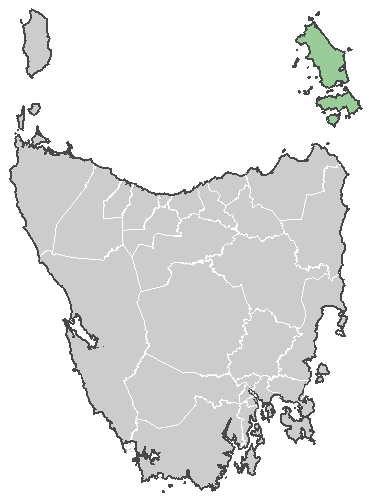
Flinders Council

Flinders Council – obszar samorządu lokalnego (ang. local government area), zlokalizowany na archipelagu wysp Furneaux, wchodzący w skład stanu Tasmania (Australia). Siedziba rady samorządu zlokalizowana jest w miasteczku Whitemark, ponadto na terenie samorządu zlokalizowanych jest trzynaście mniejszych osad: Blue Rocks, Cape Barren Island, Emita, Killiecrankie, Lackrana, Lady Barron, Leeka, Loccota, Lughrata, Memana, Palana, Ranga i Wingaroo. 
Według danych z 2009 roku, obszar ten zamieszkuje 897 osób. Zamieszkane są jedynie trzy wyspy archipelagu: Flindersa, Cape Barren i Clarke. Powierzchnia samorządu wynosi 1333 km². 
W celu identyfikacji samorządu Australian Bureau of Statistics wprowadziło czterocyfrowy kod dla gminy Flinders – 2010.